# Zwischenwasser
Zwischenwasser – gmina w Austrii, w kraju związkowym Vorarlberg, w powiecie Feldkirch. Liczy 3184 mieszkańców (1 stycznia 2015).